# Rue Michel-Bréal
Ne doit pas être confondu avec rue Bréa.
La rue Michel-Bréal est une voie du 13e arrondissement de Paris, en France.

## Situation et accès
La rue Michel-Bréal est une voie publique située dans le 13e arrondissement de Paris. Elle débute rue Dupuy-de-Lôme et se termine au 65, boulevard Masséna.

## Origine du nom

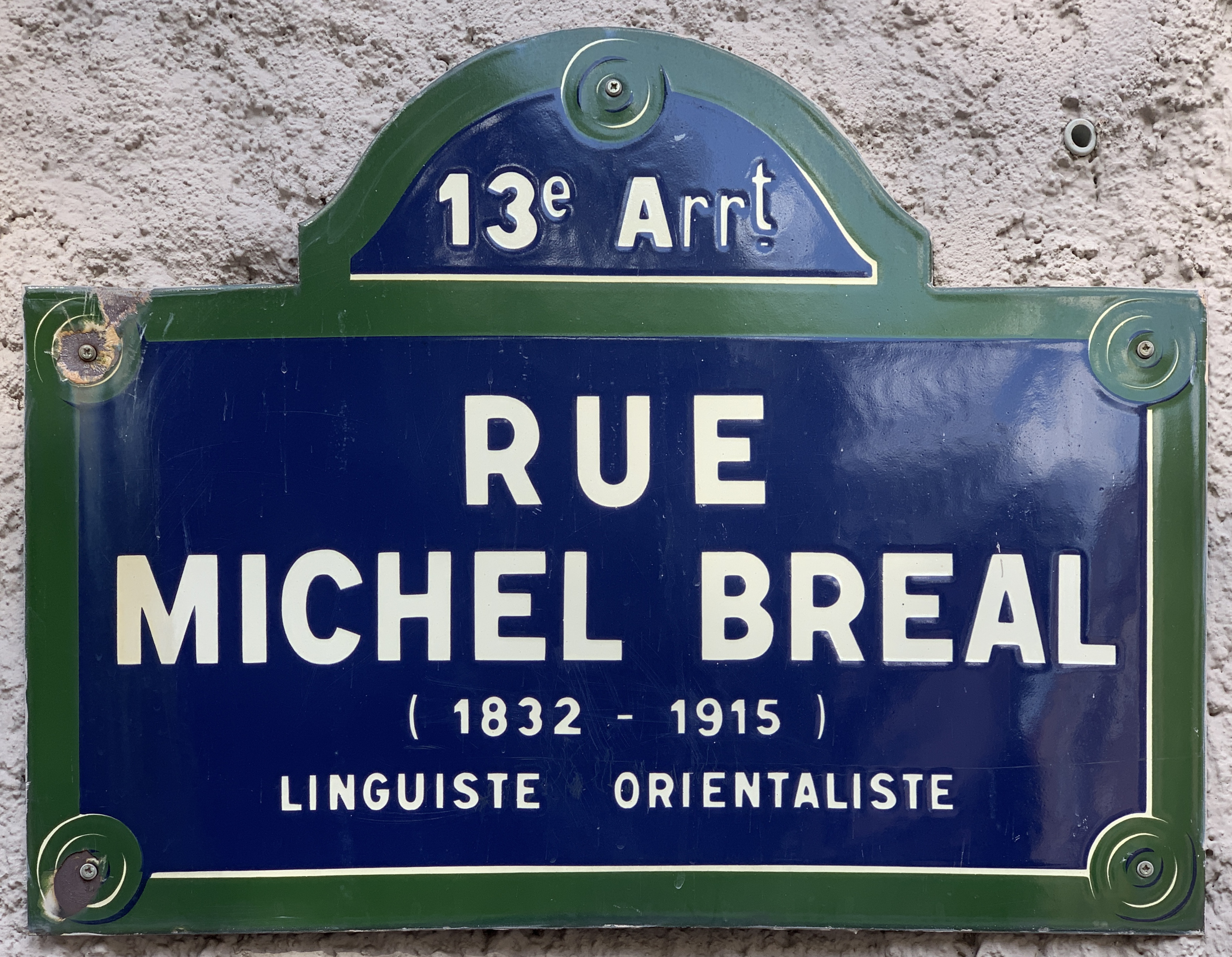
Plaque de la rue.

Elle porte le nom de Michel Bréal (1832-1915), linguiste français, fondateur de la sémantique moderne.

## Historique
Cette rue est ouverte et prend sa dénomination actuelle en 1932 sur l'emplacement du bastion no 90 de l'enceinte de Thiers.